# Indy Lights 1994
De 1994 CART PPG/Firestone Indy Lights Kampioenschap was het negende kampioenschap van de Indy Lights.

## Teams en Rijders
Alle teams reden met een Lola T93/20-chassis en met een 3.5 L Buick V6-motor.
| Team                     | Nr | Rijder              | Sponsor(s)                                             | Opmerkingen                                                                        |
| ------------------------ | -- | ------------------- | ------------------------------------------------------ | ---------------------------------------------------------------------------------- |
| Tasman Motorsports       | 1  | Steve Robertson     | Crane & Shovel Sales / Guess Men's Classics            |                                                                                    |
| Tasman Motorsports       | 3  | Andre Ribeiro       | Marlboro / Banespa / Sadia                             |                                                                                    |
| Tasman Motorsports       | 7  | Eddie Lawson        | Crane & Shovel Sales / Die Hard / Guess Men's Classics |                                                                                    |
| John Martin Racing       | 2  | Markus Liesner      | Betamark 108 / Malita                                  | Reed de eerste twee races                                                          |
| John Martin Racing       | 2  | Jeff Ward           | Primm / Nature's Recipe                                | Reed de laatste twee races                                                         |
| John Martin Racing       | 5  | David Pook          | Makita Power Tools / Team Makita / PCFS / CGI          | Reed in Long Beach, Milwaukee, Detroit, Portland, Cleveland en Laguna Seca         |
| John Martin Racing       | 5  | Tom Stefani         | Stefani Trucking                                       | Reed alleen in Ohio                                                                |
| John Martin Racing       | 5  | Sohrab Amirsardari  | Ecology Pure Air                                       | Reed in Toronto, New Hampshire en Vancouver                                        |
| John Martin Racing       | 14 | Sohrab Amirsardari  | Motorvac                                               | Reed alleen in Long Beach                                                          |
| John Martin Racing       | 14 | J.C. Carbonell      | Gulf Oil / Sofria                                      | Reed alleen in Laguna Seca                                                         |
| Dick Simon Racing        | 6  | Nick Firestone      | Montgomery Ward Auto                                   |                                                                                    |
| Dick Simon Racing        | 61 | Jack Miller         | Water-Pik / Aquafresh                                  |                                                                                    |
| TransAtlantic Racing     | 9  | Scott Schubot       |                                                        |                                                                                    |
| Brian Stewart Racing     | 10 | Pedro Chaves        | Castrol / Benetton                                     |                                                                                    |
| Bradley Motorsports      | 11 | Buzz Calkins        | Bradley Food Marts                                     |                                                                                    |
| Leading Edge Motorsports | 15 | Alex Pedilla        | Team Sacramento                                        |                                                                                    |
| Leading Edge Motorsports | 15 | Cesar Jiminez       | Carusi Line                                            | Reed alleen in Ohio                                                                |
| Leading Edge Motorsports | 16 | Roberto Quintanilla | Transportes Quintanilla                                | Reed in Phoenix, Long Beach, Milwaukee, Detroit, Portland, Toronto en Pennsylvania |
| Leading Edge Motorsports | 16 | Frederic Gosparini  | IRM Insurance / Transportes Quintanilla                | Reed in Cleveland en Laguna Seca                                                   |
| Leading Edge Motorsports | 44 | Cesar Jiminez       | Carusi Line                                            | Reed alleen in Laguna Seca                                                         |
| Team Shierson            | 18 | Bob Reid            | Ingersoll-Rand                                         |                                                                                    |
| Team Leisy               | 19 | Enrique Contreras   | Osaka / Ban Paris                                      | Reed in Cleveland en Toronto                                                       |
| Team Leisy               | 27 | Chris Smith         | Earl's Performance                                     | Reed in Phoenix, Long Beach, Detroit, Portland, Ohio en Vancouver                  |
| Team Leisy               | 27 | Niclas Jonsson      | Link Dynamo                                            | Reed alleen in Laguna Seca                                                         |
| Team Leisy               | 27 | Rob Wilson          |                                                        | Reed alleen in Pennsylvania                                                        |
| Team Leisy               | 34 | Rob Wilson          | Lincoln Farms                                          | Reed de eerste vijf races                                                          |
| Team Leisy               | 34 | Chris Smith         | Earl's Performance                                     | Reed in Cleveland en Toronto                                                       |
| Team Leisy               | 34 | Harry Puterbaugh    | Link Dynamo                                            | Reed in Ohio, New Hampshire, Pennsylvania en Laguna Seca                           |
| Summit Motorsports       | 20 | Doug Boyer          | Red Line Oil                                           | Reed niet in Detroit                                                               |
| Oliver DeSilva           | 23 | Dave DeSilva        |                                                        | Reed alleen in Phoenix                                                             |
| Oliver DeSilva           | 24 | Dave DeSilva        | STP                                                    | Reed niet in Phoenix                                                               |
| Dorricott Racing         | 32 | Bob Dorricott jr.   | Sunnyvale Valve                                        |                                                                                    |
| RaysCars Racing          | 40 | Ray Richter         | TDI / Forestel                                         | Reed in Long Beach, Detroit, Portland, Cleveland en Toronto                        |
| K.O.T. Racing            | 55 | Rick Hill           | Kids On Track                                          | Reed in Long Beach, Portland, Ohio en Toronto                                      |
| ?                        | 77 | Richard Nauert      | Motorvac / Flex Tech                                   | Reed alleen in Long Beach                                                          |
| Canaska Racing           | 98 | Patrick Carpentier  | Proctor & Gamble                                       | Reed in Toronto, en Ohio                                                           |
| Canaska Racing           | 98 | Trevor Seibert      | Proctor & Gamble                                       | Reed in Vancouver en Pennsylvania                                                  |
| Greg Moore Racing        | 99 | Greg Moore          | Hugo Boss / Aegon                                      |                                                                                    |

## Races
| Race | Datum        | Circuit                                    | Locatie        |
| ---- | ------------ | ------------------------------------------ | -------------- |
| 1    | 10 April     | Phoenix International Raceway              | Phoenix, AZ    |
| 2    | 17 April     | Long Beach street circuit                  | Long Beach, CA |
| 3    | 5 Juni       | Milwaukee Mile                             | West Allis, WI |
| 4    | 12 Juni      | Belle Isle Raceway                         | Detroit, MI    |
| 5    | 26 Juni      | Portland International Raceway             | Portland, OR   |
| 6    | 10 Juli      | Grand Prix of Cleveland                    | Cleveland, OH  |
| 7    | 17 Juli      | Exhibition PlaceMid-Ohio Sports Car Course | Toronto, ON    |
| 8    | 14 Augustus  | Mid-Ohio Sports Car Course                 | Lexington, OH  |
| 9    | 21 Augustus  | New Hampshire Motor Speedway               | Loudon, NH     |
| 10   | 4 September  | Molson Indy Vancouver                      | Vancouver, BC  |
| 11   | 18 September | Nazareth Speedway                          | Nazareth, PE   |
| 12   | 9 Oktober    | Laguna Seca Raceway                        | Monterey, CA   |

## Race resultaten
| Race | Race naam    | Pole positie      | Snelste ronde | Meeste ronden aan de leiding | Winnende rijder | Winnende team      |
| ---- | ------------ | ----------------- | ------------- | ---------------------------- | --------------- | ------------------ |
| 1    | Phoenix      | Greg Moore        | ?             | Greg Moore                   | Greg Moore      | Greg Moore Racing  |
| 2    | Long Beach   | Eddie Lawson      | ?             | Steve Robertson              | Steve Robertson | Tasman Motorsports |
| 3    | Milwaukee    | Andre Ribeiro     | ?             | Steve Robertson              | Steve Robertson | Tasman Motorsports |
| 4    | Belle Isle   | Steve Robertson   | ?             | Steve Robertson              | Steve Robertson | Tasman Motorsports |
| 5    | Portland     | Andre Ribeiro     | ?             | Andre Ribeiro                | Andre Ribeiro   | Tasman Motorsports |
| 6    | Cleveland    | Pedro Chaves      | ?             | Pedro Chaves                 | Eddie Lawson    | Tasman Motorsports |
| 7    | Toronto      | Greg Moore        | ?             | Greg Moore                   | Steve Robertson | Tasman Motorsports |
| 8    | Ohio         | Andre Ribeiro     | ?             | Andre Ribeiro                | Andre Ribeiro   | Tasman Motorsports |
| 9    | Loudon       | Steve Robertson   | ?             | Steve Robertson              | Greg Moore      | Greg Moore Racing  |
| 10   | Vancouver    | Alex Padilla      | ?             | Andre Ribeiro                | Andre Ribeiro   | Tasman Motorsports |
| 11   | Pennsylvania | Bob Dorricott jr. | ?             | Greg Moore                   | Greg Moore      | Greg Moore Racing  |
| 12   | Monterey     | Andre Ribeiro     | ?             | Andre Ribeiro                | Andre Ribeiro   | Tasman Motorsports |

## Uitslagen
| Pos | Rijder              | PHX | LBH | MIL | DET | POR | CLE | TOR | MDO | NHA | VAN | NAZ | LS | Punten |
| --- | ------------------- | --- | --- | --- | --- | --- | --- | --- | --- | --- | --- | --- | -- | ------ |
| 1   | Steve Robertson     | 2   | 1*  | 1*  | 1*  | 4   | 7   | 1   | 4   | 3*  | 2   | 4   | 8  | 179    |
| 2   | Andre Ribeiro       | 4   | 20  | 17  | 4   | 1*  | 5   | 2   | 1*  | 2   | 1*  | 2   | 1* | 170    |
| 3   | Greg Moore          | 1*  | 2   | 3   | 7   | 5   | 2   | 12* | 7   | 1   | 5   | 1*  | 5  | 154    |
| 4   | Eddie Lawson        | 3   | 18  | 2   | 2   | 3   | 1   | 5   | 2   | 11  | 7   | 5   | 3  | 139    |
| 5   | Pedro Chaves        | 7   | 3   | 7   | 3   | 2   | 3*  | 19  | 3   | 5   | 4   | 6   | 2  | 132    |
| 6   | Nick Firestone      | 13  | 4   | 12  | 5   | 15  | 4   | 3   | 5   | 9   | 15  | 10  | 7  | 72     |
| 7   | Alex Padilla        | 14  | 17  | 14  | 6   | 17  | 8   | 4   | 8   | 4   | 3   | 7   | 13 | 63     |
| 8   | Doug Boyer          | 17  | 7   | 16  |     | 6   | 6   | 6   | 20  | 8   | 17  | 18  | 4  | 47     |
| 9   | Dave DeSilva        | 6   | 5   | 6   | 15  | 11  | DNS | 15  | 9   | 13  | 11  | 9   | 6  | 46     |
| 10  | Buzz Calkins        | 8   | 14  | 8   | 11  | 7   | 10  | 7   | 10  | 6   | 10  | 19  | 19 | 41     |
| 11  | Scott Schubot       | 11  | 8   | 10  | 10  | 14  | 11  | 16  | 11  | 12  | 6   | 15  | 14 | 26     |
| 12  | Rob Wilson          | 10  | 21  | 5   | 9   | 9   |     |     |     |     |     | 12  |    | 22     |
| 13  | Bob Dorricott jr.   | 15  | 10  | 13  | 14  | 18  | 18  | 10  | 14  | 7   | 8   | 17  | 18 | 18     |
| 13  | David Pook          |     | 11  | 4   | 16  | 10  | 15  |     |     |     |     |     | 12 | 18     |
| 15  | Jeff Ward           |     |     |     |     |     |     |     |     |     |     | 3   | 11 | 16     |
| 16  | Jack Miller         | 12  | 9   | 9   | 18  | 12  | 17  | 14  | 17  | 10  | 12  | 14  | 21 | 14     |
| 17  | Bob Reid            | 16  | 15  | 11  | 17  | 13  | 12  | 8   | 16  | 14  | 9   | 13  | 16 | 12     |
| 18  | Markus Liesner      | 5   | DNS |     |     |     |     |     |     |     |     |     |    | 10     |
| 19  | Chris Smith         | 9   | 22  |     | 8   | 16  | 13  | 18  | 15  |     | 16  |     |    | 9      |
| 20  | Patrick Carpentier  |     |     |     |     |     |     | 20  | 6   |     |     |     |    | 8      |
| 20  | Rick Hill           |     | 6   |     |     | 20  |     |     | 13  |     | 18  |     |    | 8      |
| 20  | Roberto Quintanilla | 18  | 13  | 15  | 12  | 8   |     | 17  |     |     | 19  | 11  |    | 8      |
| 23  | Trevor Seibert      |     |     |     |     |     |     |     |     |     | 13  | 8   |    | 5      |
| 24  | Niclas Jonsson      |     |     |     |     |     |     |     |     |     |     |     | 9  | 4      |
| 24  | Frederic Gosparini  |     |     |     |     |     | 9   |     |     |     |     |     | 15 | 4      |
| 24  | Enrique Contreras   |     |     |     |     |     | 14  | 9   |     |     |     |     |    | 4      |
| 27  | J.C. Carbonell      |     |     |     |     |     |     |     |     |     |     |     | 10 | 3      |
| 28  | Sohrab Amirsardari  |     | 19  |     |     |     |     | 11  |     | 16  | 14  |     |    | 2      |
| 29  | Cesar Jiminez       |     |     |     |     |     |     |     | 12  |     |     |     | 17 | 1      |
| 29  | Richard Nauert      |     | 12  |     |     |     |     |     |     |     |     |     |    | 1      |
| 30  | Harry Puterbaugh    |     |     |     |     |     |     |     | 18  | 15  |     | 16  | 20 | 0      |
| 30  | Ray Richter         |     | 16  |     | 13  | 19  | 16  | 13  |     |     |     |     |    | 0      |
| 30  | Tom Stefani         |     |     |     |     |     |     |     | 19  |     |     |     |    | 0      |
| Pos | Rijder              | PHX | LBH | MIL | DET | POR | CLE | TOR | MDO | NHA | VAN | NAZ | LS | Punten |

| Kleur       | Resultaat                       |
| ----------- | ------------------------------- |
| Goud        | Winnaar                         |
| Zilver      | 2de plaats                      |
| Brons       | 3de plaats                      |
| Groen       | 4de en 5de plaats               |
| Lichtblauw  | 6de–10de plaats                 |
| Donkerblauw | Gefinisht (buiten de Top 10)    |
| Paars       | Niet gefinisht                  |
| Rood        | Niet gekwalificeerd (DNQ)       |
| Bruin       | Teruggetrokken (Wth)            |
| Zwart       | Gediskwalificeerd (DSQ)         |
| Wit         | Niet Gestart (DNS)              |
| Blank       | Nam geen deel aan de race (DNP) |
| Blank       | Niet geracet                    |

| Toegevoegde info    |                                                      |
| vet                 | Pole positie (1 punt)                                |
| cursief             | Snelste ronde                                        |
| *                   | Meeste ronden aan de leiding (2 punten)              |
| 1                   | Kwalificatie geannuleerd geen bonuspunten uitgedeeld |
| Rookie van het Jaar |                                                      |
| Rookie              |                                                      |

| Kleur       | Resultaat                       |
| ----------- | ------------------------------- |
| Goud        | Winnaar                         |
| Zilver      | 2de plaats                      |
| Brons       | 3de plaats                      |
| Groen       | 4de en 5de plaats               |
| Lichtblauw  | 6de–10de plaats                 |
| Donkerblauw | Gefinisht (buiten de Top 10)    |
| Paars       | Niet gefinisht                  |
| Rood        | Niet gekwalificeerd (DNQ)       |
| Bruin       | Teruggetrokken (Wth)            |
| Zwart       | Gediskwalificeerd (DSQ)         |
| Wit         | Niet Gestart (DNS)              |
| Blank       | Nam geen deel aan de race (DNP) |
| Blank       | Niet geracet                    |

| Toegevoegde info    |                                                      |
| vet                 | Pole positie (1 punt)                                |
| cursief             | Snelste ronde                                        |
| *                   | Meeste ronden aan de leiding (2 punten)              |
| 1                   | Kwalificatie geannuleerd geen bonuspunten uitgedeeld |
| Rookie van het Jaar |                                                      |
| Rookie              |                                                      |

| Positie | 1  | 2  | 3  | 4  | 5  | 6 | 7 | 8 | 9 | 10 | 11 | 12 |
| ------- | -- | -- | -- | -- | -- | - | - | - | - | -- | -- | -- |
| Punten  | 20 | 16 | 14 | 12 | 10 | 8 | 6 | 5 | 4 | 3  | 2  | 1  |

1986 ·
1987 ·
1988 ·
1989 ·
1990 ·
1991 ·
1992 ·
1993 ·
1994 ·
1995 ·
1996 ·
1997 · 
1998 ·
1999 ·
2000 ·
2001 ·
2002 ·
2003 ·
2004 ·
2005 ·
2006 ·
2007 ·
2008 ·
2009 ·
2010 ·
2011 ·
2012 ·
2013 ·
2014 ·
2015 ·
2016 ·
2017 ·
2018 ·
2019 ·
2020 ·
2021 ·
2022 ·
2023 ·
2024 ·
2025

Lijst van coureurs